# Edda Dell’Orso

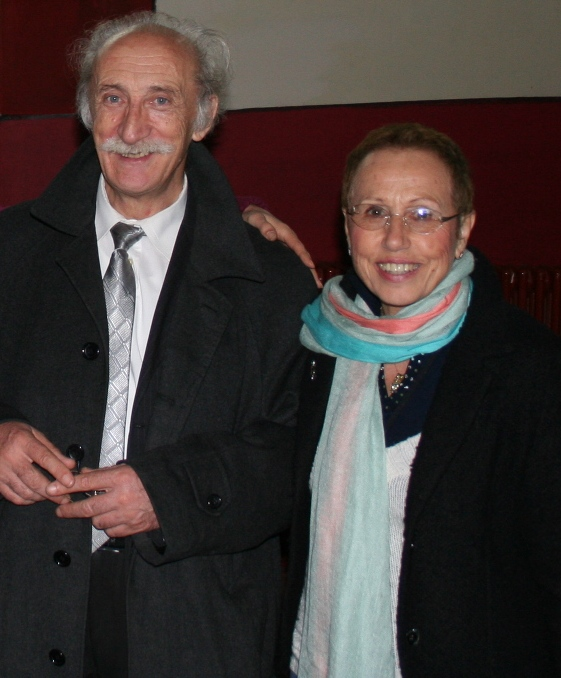
Edda Dell’Orso mit Nicola Samale (2010)

Edda Dell’Orso (* 16. Februar 1935 in Genua als Edda Sabatini) ist eine italienische Sopranistin. Bekanntheit erlangte sie durch ihre Zusammenarbeit mit Ennio Morricone an dessen Filmmusik. Dell’Orso arbeitete unter anderem auch mit Bruno Nicolai, Piero Piccioni, Piero Umiliani, Luis Bacalov, Stelvio Cipriani, Nino Oliviero, Nico Fidenco und Antón García Abril.

## Leben
Edda Dell’Orso wuchs in Rom auf. 1956 schloss sie ein Gesangs- und Klavierstudium an der Accademia Nazionale di Santa Cecilia ab und sang anschließend im Chor des Komponisten und Dirigenten Franco Potenza. 1958 heiratete sie und wurde Mutter von zwei Kindern.
Kurz nach der Geburt ihrer Kinder begann Dell’Orso eine Zusammenarbeit mit dem Komponisten Alessandro Alessandroni. Durch ihn lernte sie Ennio Morricone kennen, mit dem sie ebenfalls eine Zusammenarbeit begann. So sang Dell’Orso die Sopranstimme in mehreren für Sergio Leones Italowestern verwendete Stücke. Hierzu zählen Für eine Handvoll Dollar, Zwei glorreiche Halunken (insbesondere für das Stück The Ecstasy of Gold) und Spiel mir das Lied vom Tod (insbesondere die Endszene mit der Titelmelodie Once Upon a Time in the West). Außerhalb des Western-Genres arbeitete sie unter anderem an der Musik für den Horrorfilm Orca, der Killerwal und dem Gangster-Epos Es war einmal in Amerika mit.
In ihrer Laufbahn arbeitete Dell’Orso mit weiteren anerkannten Filmkomponisten wie Bruno Nicolai, Piero Piccioni und Luis Bacalov zusammen. Für Bacalov war ihr Gesang unter anderem im Hintergrund in einer Instrumental-Version des Liedes Lo Chiamavano King (His Name Is King) für den im deutschsprachigen Raum nicht aufgeführten Italowestern Lo chiamavano King mit Klaus Kinski in der Hauptrolle zu hören. Die im Vorspann zu hörende, gesungene Version des Songs (welche auch 2012 in Quentin Tarantinos Western Django Unchained als Referenz zu dem von Christoph Waltz gespielten Charakter des Dr. King Schultz erneute Verwendung fand) stammt jedoch von der Sängerin Ann Collin.
Edda Dell’Orso ist bis heute als Sopranistin aktiv. Seit 2013 arbeitet sie mit dem Komponisten Alex Puddu zusammen. Das erste gemeinsame Album Registrazioni al Buio erschien noch im selben Jahr, gefolgt von In the Eye Of The Cat im Jahr 2016 und The Mark of the Devil im Jahr 2017.

## Filmografie (Auswahl)
Aufgezählt werden Filme mit Verwendung von Musikstücken mit Edda Dell’Orso als Sopranistin.
- 1964: Für eine Handvoll Dollar (Per un pugno di dollari)
- 1965: Für ein paar Dollar mehr (Per qualche dollaro in più)
- 1966: Zwei glorreiche Halunken (Il buono, il brutto, il cattivo)
- 1967: Perry Rhodan – SOS aus dem Weltall
- 1967: Von Angesicht zu Angesicht (Faccia a faccia)
- 1967: Der Fremde (Lo straniero)
- 1967: San Sebastian (La Bataille De San Sebastian)
- 1968: Spiel mir das Lied vom Tod (C’era una volta il West)
- 1968: Gefahr: Diabolik! (Diabolik)
- 1969: Mord im schwarzen Cadillac (Femmine insaziabili)
- 1971: Die neunschwänzige Katze (Il gatto a nove code)
- 1971: Todesmelodie (Giù la testa)
- 1971: Lo chiamavano King
- 1971: Der Coup (Le Casse)
- 1972: Das Geheimnis der grünen Stecknadel (Cosa avete fatto a Solange?)
- 1972: Drei Vaterunser für vier Halunken (Il grande duello)
- 1974: Das Netz der tausend Augen (Le Secret)
- 1977: Orca, der Killerwal (Orca)
- 1984: Es war einmal in Amerika (Once Upon a Time in America)
- 1987: Das Geheimnis der Sahara (Il segreto del Sahara)
- 2013: The Best Offer – Das höchste Gebot (La migliore offerta)